# Gaspara Stampa
Gaspara Stampa (ur. 1523 w Padwie, zm. 23 kwietnia 1554 w Wenecji) – włoska poetka renesansowa, autorka poezji miłosnej. W swoich dziełach wzorowała się na Francesco Petrarce.

## Życiorys
Urodziła się w Padwie jako jedno z trojga dzieci Bartolomea Stampy, kupca i handlarza klejnotami, oraz jego żony Cecylii. W 1531 roku, po śmierci ojca, rodzina przeprowadziła się do Wenecji. Gaspara odebrała tam doskonałą edukację z rąk poety i gramatyka, Fortunio Spira. Od Pierrissone Cambio nauczyła się gry na lutnii i śpiewu. Z tamtejszym światem literackim zetknęła się za sprawą spotkań organizowanych przez jej brata, Baldassare. Po jego śmierci (1543) utrzymywała kontakty z wieloma weneckimi artystami. Wielki wpływ na jej twórczość miał romans z Collaltino di Collalto w latach 1548–1552. 
W 1550 roku przeżyła załamanie nerwowe. W 1553 opublikowano trzy jej wiersze jako Il sesto libro di diversi eccellenti autori. W 1554 roku przeżyła kolejne załamanie nerwowe, które doprowadziło do jej śmierci w tym samym roku.
Gaspra Stampa pozostawiła po sobie wiersze do których sięgała Ingeborg Bachmann, niektóre z nich tłumaczyła Wisława Szymborska. Ingeborg Bachmann szczególnie lubiła sonet o „salamandrze, która w ogniu pląsa” i wydaje się, że za swoją dewizę przyjęła (przytoczone w „Malinie”) słowa z tego wiersza: „vivere ardendo e non sentire il male” (żyć żarliwie nie odczuwając bólu).